# Jonas Kronkaitis

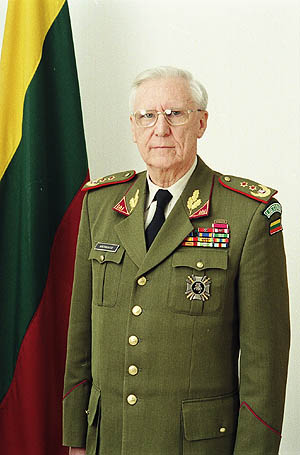
Jonas Kronkaitis

Jonas Kronkaitis (* 1. Februar 1935 in Širvintos) ist ein litauischer Politiker, Vizeminister der Verteidigung und Generalmajor. Nach seinem Dienst in der US-Armee kehrte er nach Litauen zurück und von 1999 bis 2004 war Oberbefehlshaber der litauischen Streitkräfte.

## Leben
Der Vater von Jonas Kronkaitis war Vaclovas Kronkaitis, der Leutnant der litauischen Streitkräfte in der Zwischenkriegszeit war. Aus diesem Grunde floh die Familie mit den sich zurückziehenden deutschen Truppen 1944 zunächst nach Deutschland, später emigrierte sie in die USA.

### Jahre in den USA
1959 absolvierte er an der University of Connecticut ein Bachelorstudium in BWL und erhielt den Dienstgrad eines Leutnants. Er war in verschiedenen Infanterie- und Kavallerieeinheiten tätig. Ab 1963 beschäftigte er sich mit der Waffenentwicklung, u. a. für Hubschrauber. Kronkaitis diente ebenfalls in Vietnam. 1968 folgte ein Abschluss als MBA an der Syracuse Universität. Den Abschied in die Reserve nahm er 1985 als Oberst. Im Folgenden war er in der Waffenindustrie tätig.

### Karriere in Litauen
Mit seinen militärischen Erfahrungen und Verbindungen im westlichen Ausland wurde Jonas Kronkaitis im seit 1990/91 wieder unabhängigen Litauen zu einem begehrten Experten. Seit 1996 arbeitete er im Verteidigungsministerium Litauens. Von März 1997 bis 1999 war er stellvertretender Verteidigungsminister.
Vom 1. Juli 1999 bis zum 30. Juni 2004 war er, als Nachfolger von Jonas Andriškevičius, Oberbefehlshaber der Streitkräfte. Während dieser Verwendung wurde er am 13. August 2001 zum Generalmajor befördert.